# محمد عرفان (بازیکن هاکی روی چمن)
محمد عرفان (انگلیسی: Muhammad Irfan؛ زادهٔ ۱ آوریل ۱۹۹۰) بازیکن هاکی روی چمن اهل پاکستان است.